# 大野純二
大野 純二（おおの じゅんじ、1973年11月23日 - ）は、漫画家。本名も同じ。ペンネームは「大野純二」名義と「おおのじゅんじ」名義の2パターンがある。

## 概要
デザイン学校在学中に持ち込みをし、『週刊少年マガジン』の月例新人漫画賞で奨励賞を取り、19歳でデビュー。その後、西山優里子のアシスタントとなる。
商業誌デビューは「HUMAN NOT DEAD」で、佳作を受賞。その後、隔週で体験レポートを漫画で描いたりしながら（単行本未収録）本格的な連載を開始。代表作は『雑賀六字の城』『機動戦士ガンダム外伝ミッシングリンク』『機動戦士ガンダム THE ORIGIN MSD ククルス・ドアンの島』など。
トーン作業以外のほとんどを一人で描いている。

## その他
- 趣味はギター、真空管アンプ作り。
- 好きなものはコーヒー、パンダ、シロクマ。

## 作品リスト
少年マガジンコミックス（講談社）
- 私立ジャスティス学園（上下巻）
- HotShot（全5巻）

少年チャンピオンコミックス（秋田書店）
- 未来改戦Dクロゥス（全3巻）　黒田洋介原作

コミックボンボン（講談社）
- 太鼓の達人

月刊少年ファング（リイド社）
- スパイダーライダーズ（既刊1巻） 黒田洋介監修
掲載誌休刊により未完となった

ヒーロークロスライン（講談社）
- Axel Rex -アクセルレックス-（既刊1巻）

週刊マンガ日本史（朝日新聞出版）
- 伊藤博文
40号を担当

週刊マンガ世界の偉人（朝日新聞出版）
- ブッダ
28号を担当

コミック大河（PHP出版）
- 雑賀六字の城（既刊1巻） 津本陽原作
2010年Vol.1 - Vol.10。掲載誌休刊により未完（のち移籍）。

コミック乱（リイド社）
- 雑賀六字の城〜信長を撃った男〜（既刊3巻） 津本陽原作
2011年10月号より開始。未完となった『雑賀六字の城』の続編。副題が付加されている。

ガンダムエース（角川書店）
- 機動戦士ガンダム外伝 ミッシングリンク
ゲームのコミカライズ。2014年3月号に予告編を掲載、翌4月号から2016年5月号まで連載。
- 機動戦士ガンダム THE ORIGIN MSD ククルス・ドアンの島
『機動戦士ガンダム THE ORIGIN』の外伝作品。2016年8月号から2019年8月号まで連載。
- 機動戦士ガンダムF91プリクエル
『機動戦士ガンダムF91』の外伝作品。2020年3月号から2024年6月号まで連載。
- 機動戦士ガンダムF91 エターナルウインド
2025年1月号から連載中。

その他
- 私立ジャスティス学園 熱血青春日記2（カプコン、レア熱血カードイラスト）
- スパイダーライダーズ（テレビ東京 スパイダーライダーズ 〜オラクルの勇者たち〜公式サイト「あにてれ」および携帯電話用サイト「アニメX」にて連載）
- 関ヶ原戦国戯画短編集-西軍（エンターブレインより発行、メインとして石田三成担当）

## 師匠
- 西山優里子